# بوریس تادیچ
بوریس تادیچ (صربی: Борис Тадић؛ زاده ۱۵ ژانویهٔ ۱۹۵۸) یک سیاست‌مدار اهل صربستان است. وی از سال ۲۰۰۴ تا ۲۰۱۲ رئیس‌جمهور صربستان بود.